# Lad (Węgry)
Lad – wieś w położona w południowych Węgrzech. Znajduje się tu pałac otoczony słynnym parkiem, gdzie rośnie wiele egzotycznych, także tropikalnych gatunków drzew (m.in. drzewo kauczukowe). W średniowieczu znajdował się tu znany klasztor paulinów.

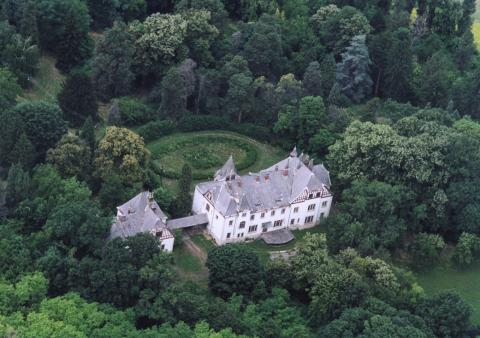
Pałac w Lad widziany z lotu ptaka